# North South line (métro de Singapour)
La North South line (littéralement « ligne Nord-Sud ») est une des six lignes du réseau métropolitain de Singapour. Elle relie les stations Jurong East et Marina South Pier.

## Histoire

### Chronologie
- 7 novembre 1987 : Yio Chu Kang - Toa Payoh
- 12 décembre 1987 : Toa Payoh - Raffles Place
- 20 décembre 1988 : Yio Chu Kang - Yishun
- 4 novembre 1989 : Raffles Place - Marina Bay, début de l'exploitation séparée des lignes Nord-Sud et Est-Ouest
- 10 mars 1990 : Jurong East - Choa Chu Kang, à son ouverture, cette section était une branche de la ligne Est-Ouest
- 10 février 1996 : Yishun - Choa Chu Kang, la section de Choa Chu Kang à Jurong East de la ligne Est-Ouest a été intégrée à la ligne Nord-Sud.
- 23 novembre 2014 : extension au sud de Marina Bay à Marina South Pier.

## Tracé et stations

### Liste des stations
La ligne Nord-Sud comprend les stations suivantes, en commençant par le terminus ouest :
| Numérotation  | Station           | Correspondances | Date d'ouverture |
| NS1 EW24 JE5  | Jurong East       | Ligne Est-Ouest | 5 novembre 1988  |
| NS2           | Bukit Batok       | | 10 mars 1990     |
| NS3           | Bukit Gombak      | | 10 mars 1990     |
| NS3A          | Brickland         | | Mi-2030          |
| NS4 BP1 JS1   | Choa Chu Kang     | Ligne Bukit Panjang | 10 mars 1990     |
| NS5           | Yew Tee           | | 10 février 1996  |
| NS6 DT        |                   | | Mi-2030          |
| NS7           | Kranji            | | 10 février 1996  |
| NS8           | Marsiling         | | 10 février 1996  |
| NS9 TE2       | Woodlands         | | 10 février 1996  |
| NS10          | Admiralty         | | 10 février 1996  |
| NS11          | Sembawang         | | 10 février 1996  |
| NS12          | Canberra          | | 2 novembre 2019  |
| NS13          | Yishun            | | 20 décembre 1988 |
| NS14          | Khatib            | | 20 décembre 1988 |
| NS15          | Yio Chu Kang      | | 7 novembre 1987  |
| NS16          | Ang Mo Kio        | | 7 novembre 1987  |
| NS17 CC15     | Bishan            | Ligne circulaire | 7 novembre 1987  |
| NS18          | Braddell          | | 7 novembre 1987  |
| NS19          | Toa Payoh         | | 7 novembre 1987  |
| NS20          | Novena            | | 12 décembre 1987 |
| NS21 DT11     | Newton            | Downtown line | 12 décembre 1987 |
| NS22 TE14     | Orchard           | | 12 décembre 1987 |
| NS23          | Somerset          | | 12 décembre 1987 |
| NS24 NE6 CC1  | Dhoby Ghaut       | North East line, Ligne circulaire | 12 décembre 1987 |
| NS25 EW13     | City Hall         | Ligne Est-Ouest correspondance quai à quai entre, d'une part, les trains vers Marina Bay et Pasir Ris et, d'autre part, les trains vers Jurong East et Joo Koon | 12 décembre 1987 |
| NS26 EW14     | Raffles Place     | Ligne Est-Ouest correspondance quai à quai entre, d'une part, les trains vers Marina Bay et Joo Koon et, d'autre part, les trains vers Jurong East et Pasir Ris | 12 décembre 1987 |
| NS27 CE2 TE20 | Marina Bay        | Ligne circulaire en construction, ouverture prévue en 2012 | 4 novembre 1989  |
| NS28          | Marina South Pier | | 23 novembre 2014 |

### Raccordements
La ligne est raccordée à deux reprises à la East West line :
- par une bretelle dans chaque direction, au centre d'un ouvrage superposé situé entre les stations City Hall et Raffles Place. Ces raccordements permettent en service exceptionnel de passer d'une ligne à l'autre.
- en avant-gare et en arrière-gare du terminus Jurong East, où les stations des deux lignes sont juxtaposées.